# Bertry Communal Cemetery
Bertry Communal Cemetery est un cimetière militaire de la Première Guerre mondiale situé sur le territoire de la commune de Bertry dans le département du Nord.

## Historique
Le 1er Gordon Highlanders fut pris au piège et anéanti à Bertry le 26 août 1914 lors de la retraite des troupes britanniques depuis la Belgique. Le village a été repris aux Allemands par la brigade sud-africaine le 9 octobre 1918. Un certain nombre de morts ont été enterrés par les Allemands en août 1914 et les autres par les britanniques en octobre 1918.

## Caractéristique
Dans ce cimetière reposent 61 victimes de la guerre 1914-18 dont un tiers sont non identifiées.

## Galerie

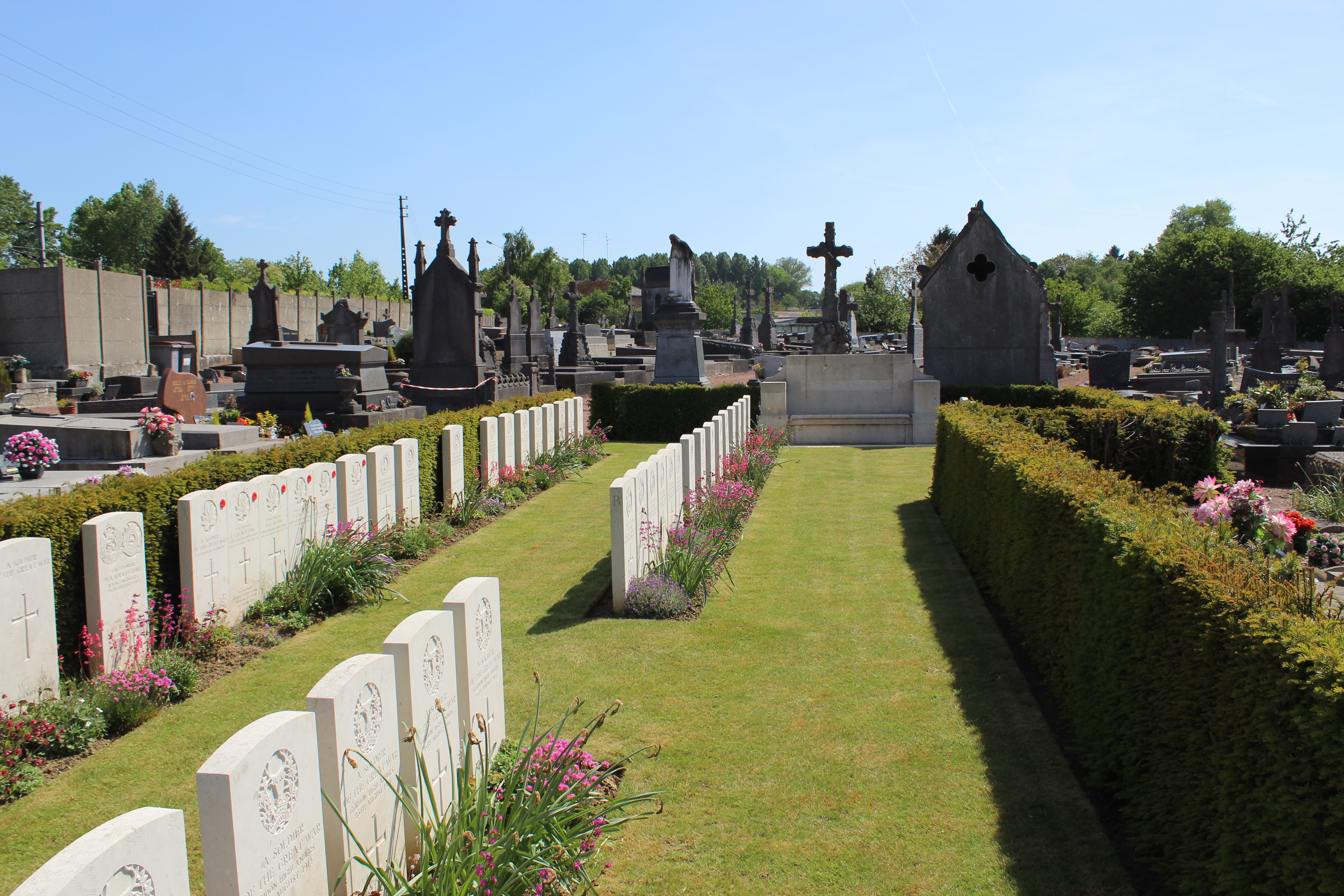
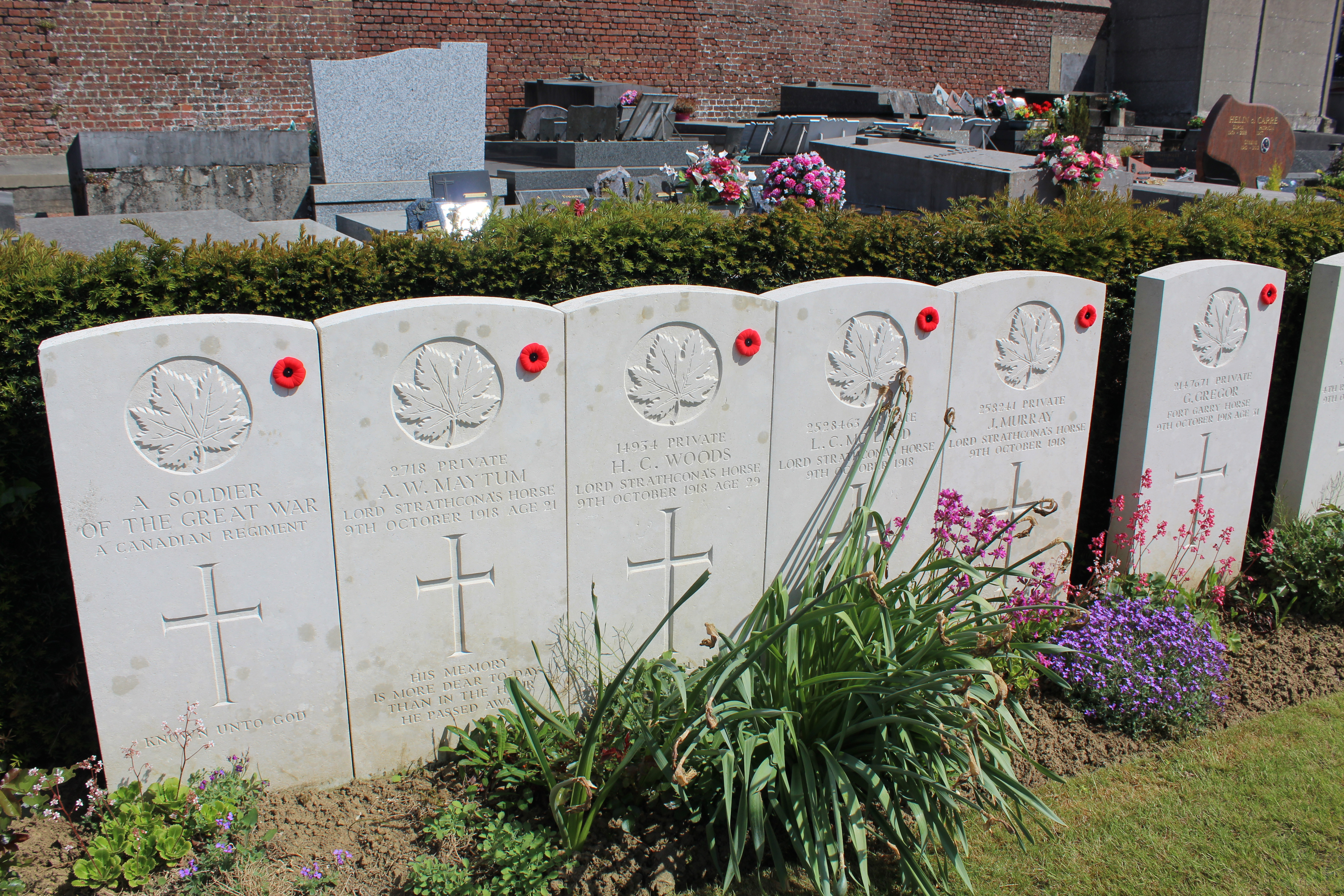
Tombes des 6 soldats canadiens.
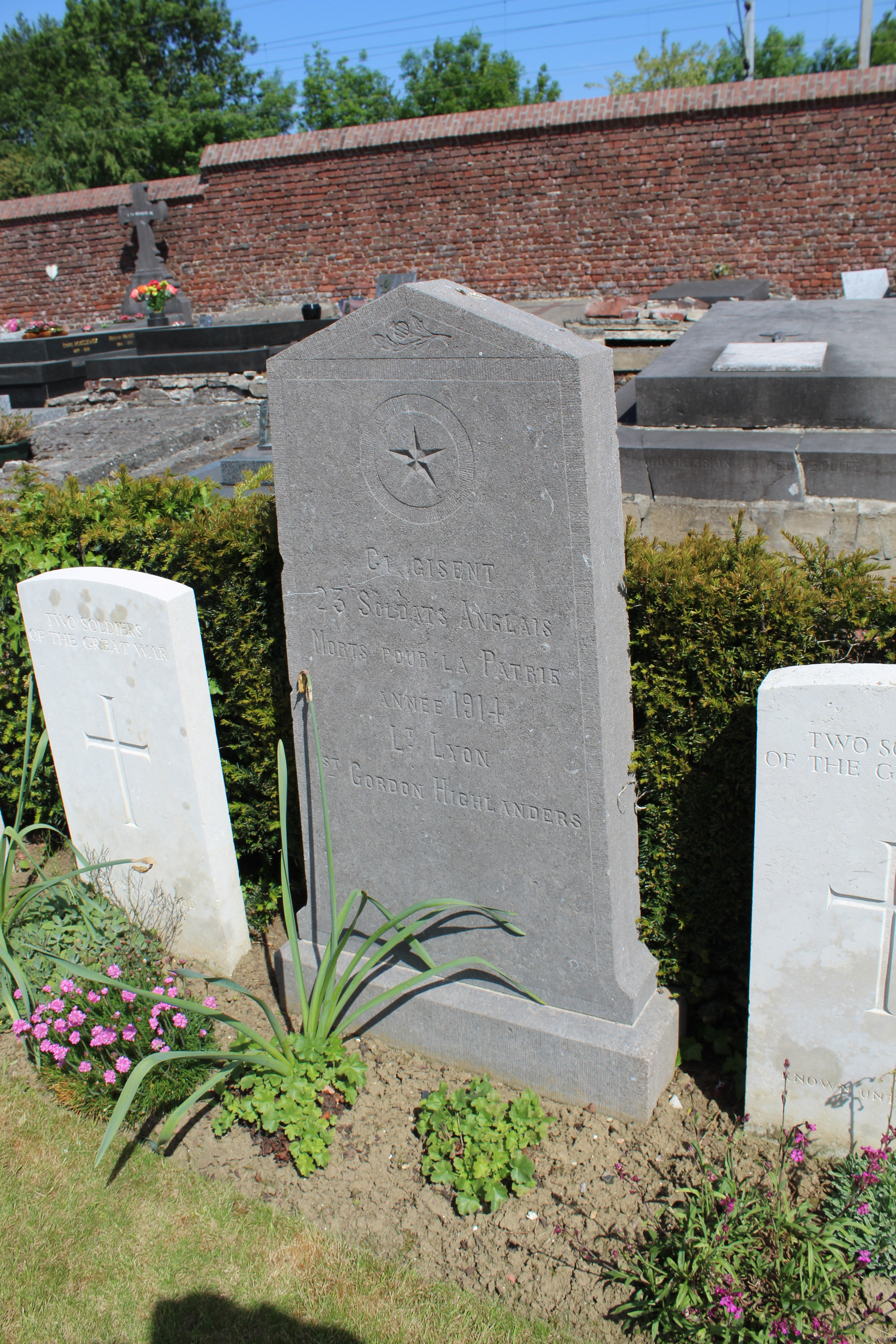
Stèle commémorant 23 soldats britanniques non identifiés.

## Sépultures
| Pays           | Sépultures |
| -------------- | ---------- |
| Royaume-Uni    | 45         |
| Afrique du Sud | 10         |
| Canada         | 6          |
| Total          | 61         |